# Diario de la República (San Luis)
El Diario de la República es un periódico matutino publicado en la ciudad de San Luis, Argentina. Fue fundado por Hernando Mario Pérez el 2 de mayo de 1966 como El Diario de San Luis.
El 22 de junio de 1992, se convierte en El Diario de la República, nombre que mantiene hasta la actualidad.
Desde sus inicios, El Diario de la República ha acompañado e integrado el crecimiento de la provincia de San Luis. Durante más de medio siglo, en sus páginas se reflejan los hechos más destacados de la vida de los puntanos.

## Historia
El 2 de mayo de 1966, comenzó a editarse por primera vez El Diario de San Luis, fundado por Hernando Mario Pérez como su primer director. En su primera edición se destaca el trabajo que realizaron los primeros empleados para escribir e imprimir el matutino. También contó con una editorial escrita por el célebre poeta puntano, Antonio Esteban Agüero.
A partir de enero de 1973 modifica su formato inicial (de 56x36 cm) por el clásico tabloide, pasando a ser de 8 a 16 páginas.
El 2 de mayo de 1981 durante sus 15 años, incorpora el sistema IBM. Cambia la impresión al sistema offset, pero al poco tiempo retoma al plomo.
En 1984, la empresa Nahuel S.A. adquiere el diario. Inicia una nueva etapa con incorporación de nueva tecnología para la impresión.
El 5 de abril de 1988, el diario traslada sus oficinas a Pringles 1100 donde funcionaba Marzo S.A.. Vuelve al sistema offset de impresión.
El 14 de julio de 1989, se inaugura la primera agencia periodística del diario en Villa Mercedes. El lugar elegido para instalar las oficinas fue el histórico edificio ubicado en Pedernera y Pescadores. En la actualidad la oficina periodística-comercial se ubica en la calle Edison 63, en la zona céntrica de la ciudad, conocida por su pujante actividad industrial, agrícola-ganadera.
El 4 de enero de 1990 tuvo otro cambio domiciliario, el diario emprende otra mudanza a Junín 741. El cambio de sede plantea nuevos desafíos.
El 2 de mayo de 1991, cumplió 25 años de creación y lo festejó adquiriendo computadoras, instrumentos para trabajar las fotos y una rotativa con capacidad para imprimir 24 000 ejemplares por hora.
El matutino da un gran paso en su historia: el 22 de junio de 1992 cambió de nombre y pasó a llamarse El Diario de la República. En diciembre del mismo año se realiza por primera vez la fiesta de los Destacados, un encuentro en el que se destacan a las personalidades que con su aporte cotidiano engranden la provincia. Esos primeros Destacados, aparecieron en un número especial de una revista especialmente diseñada para la ocasión.
El 16 de junio de 1994, por primera vez el diario se imprime en color. La novedad llegó con el suplemento del Mundial de EE. UU..
En 1996, con nuevo nombre y nueva sede ubicada en la calle Junín 947, el diario festejó sus 30 años y ratificó su compromiso para informar a los puntanos.
El 9 de enero de 2000 nace la web eldiariodelarepublica.com, que en la actualidad es la página más vista de la provincia.
En julio de 2001, hacen una nueva mudanza ahora al edificio actual del Grupo Payné S.A. en Avenida Lafinur 924 y Pedernera, donde funcionan las oficinas administrativas, el taller y la redacción.
El 25 de agosto de 2003 tuvo otro gran salto: El rediseño del diario pone énfasis a los contenidos periodísticos. Debutó ese mismo día y llegó con nuevo formato.
En 2006, El Diario de la República cumplió 40 años y los festejó con la publicación de un libro que reflejó los hechos más destacados de la provincia en las cuatro décadas de su existencia.
El 12 de mayo de 2008, el matutino se moderniza y se produce el segundo lanzamiento de la página web ganando en dinamismo. Se actualiza cada minuto y creciendo la interacción con los lectores.
El 22 de noviembre de 2009 tuvo un gran cambio en la presentación: el diario vuelve al formato de tabloide tradicional y con nuevo diseño más impactante, con más color, más organizado, jerarquizando y con cada vez más y mejor información.
En 2010, el diario encaró la redacción de su primer manual de estilo, un paso fundamental para un medio de comunicación con el objetivo manual de formalizar las normas de estilo y calidad básicas permitiendo valorar, jerarquizar y presentar un hecho de la realidad como noticia para el público lector.
En 2011, El Diario de la República cumplió 45 años. El medio de comunicación más tradicional de San Luis presenta su nueva web, totalmente renovada y con todas las herramientas y posibilidades que brinda la tecnología para involucrar a nuevas generaciones de lectores. La página ofrece un moderno diseño, más interactivo, personalizado y dinámico.
En 2015, el diario apuesta fuerte a las redes sociales.
El 2 de mayo de 2016 cumple sus 50 años. El diario organiza variadas actividades y renueva sus propuestas para sus festejos.

## Suplementos
Aparecen varias secciones como:
- Clasificados (Compra-venta y alquileres)
- El Campo (Economía agraria)
- Etc (Espectáculos)
- Dxt (Deportes)
- Mesa cinco (Política)
- ABC (Entretenimiento)
- Cooltura (Cultura)
- Tinta violeta (Mujer)